# Tung-čcheng

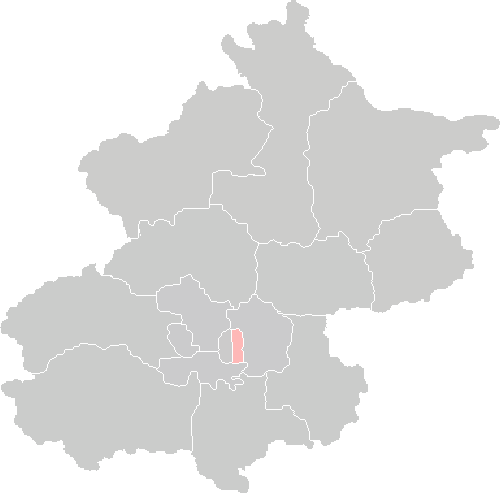
Tung-čcheng na mapě Pekingu

Obvod Tung-čcheng (čínsky pchin-jinem Dōngchéng Qū, znaky zjednodušené 东城区, tradiční 東城區, doslova východní část města) je jeden z městských obvodů v Pekingu, hlavním městě Čínské lidové republiky. Zahrnuje východní polovinu historického centra města, zatímco západní polovinu tvoří obvod Si-čcheng. Na ploše 24,7 čtverečních kilometrů zde žije přes půl miliónu obyvatel a nachází se zde řada významných lokalit. Jeho součástí je například Zakázané město oddělené bránou Nebeského klidu od náměstí Nebeského klidu nebo Chrám nebes. Od 1. července 2010 je součástí Tung-čchengu území bývalého městského obvodu Čchung-wen.
Jsou zde také sídla některých významných firem, například PetroChiny.

## Doprava
Přes Tung-čcheng vede několik linek pekingského metra. Po severním okraji, severní části východního okraje a pak zpět prostředkem na západ vede okružní linka 2, která má v Tung-čchengu a na jeho hranicích celkem 10 stanic. Jednou z nich je i významné Pekingské nádraží, odkud jezdí vnitrostátní i mezinárodní vlaky.
Ze severu k jihu jede přes Tung-čcheng linka 5, která do něj vede z Čchang-pchingu a Čchao-jangu, má v něm sedm stanic a pak dále pokračuje na jih do Feng-tchaje.
Z východu na západ vedou přes Tung-čcheng linka 6 (z Chaj-tienu a Si-čchengu a pak dále do Čchao-jangu) a o něco jižněji linka 1 (z Š'-ťing-šanu, Chaj-tienu a Si-čchengu a pak dále do Čchao-jangu).